# Halloweentown - Streghe si nasce
Halloweentown - Streghe si nasce (Halloweentown) è un film per la televisione, il primo della saga di Halloweentown, la cui prima mondiale è datata 17 ottobre 1998.

## Trama
Marnie Piper è una giovane ragazza amante del paranormale e di tutto ciò che riguarda la magia. La sera di Halloween, festa favorita da Marnie, quest'ultima litiga con sua madre Gwen perché non le permette di uscire in strada a fare "Dolcetto o Scherzetto"  per misteriose ragioni; mentre litigano la piccola sorellina di Marnie, Sophie, vede una persona avvicinarsi alla loro casa; la persona in questione è la mamma di Gwen, Aggie, anch'essa amante della magia e delle "stranezze" . La nonna porta ai suoi nipotini tante maschere, costumi e dolci di Halloween. La festa viene interrotta da Gwen, che manda tutti i suoi figli a letto. Marnie, Sophie e il loro fratellino Dylan (scettico e con ideologie simili a quelle materne) riescono a farsi raccontare dalla nonna una fiaba che lei stessa ha inventato, intitolata "HalloweenTown". Alla fine della fiaba, la nonna va via, ma prima parla con la madre di Marnie dicendole che è una strega. I tre ragazzi, svegli, si insospettiscono. 
Questi seguono la nonna fino ad una fermata di un bus misterioso, che apre le porte per Halloween Town, il regno delle streghe. La nonna, quando scopre che i nipoti l'hanno seguita, chiede loro aiuto perché strane forze oscure vogliono distruggere Halloween Town.
In seguito, la nonna va a comprare una scopa a Marnie, ma nel frattempo arriva la madre che intende portare i figli a casa. Non essendoci autobus, va a chiedere aiuto al sindaco di Halloweentown Calabar (ex di Gwen), il quale dice di attenderlo un attimo. Nel frattempo, la nonna si imbatte nella strana forza oscura, che la trasforma in pietra. La madre dopo poco subisce la stessa sorte. Marnie decide allora di preparare una pozione per sconfiggere questa misteriosa forza oscura, che si viene a scoprire essere il sindaco. Questi riesce a trasformare pure Marnie in pietra, ma non prima che sia riuscita a terminare la pozione, liberando così la madre e la nonna. La famiglia, ormai riunita, riuscirà a sconfiggere il sindaco e Aggie si trasferirà in America dalla figlia.

## Personaggi
- Marnie Piper: è una giovane tredicenne che possiede doti da strega ed è amante delle stranezze. proprio per il suo amore per le stranezze è spesso in contrasto con la madre la quale la vuole tenere al di fuori della magia.
- Gwen Piper: è la madre di Marnie, Dylan e Sophie e figlia di Aggie. cerca sempre di tenere lontani i suoi figli dal mondo della magia per proteggerli.
- Dylan Piper: è il fratello minore di Marnie e fratello maggiore di Sophie. crede molto nelle ideologie della mamma e si tiene lontano dalla magia preferendo una vita normale.
- Sophie Piper: è la più piccola della famiglia. Desidera diventare una strega come sua sorella, sua mamma e sua nonna.
- Agatha "Aggie" Cromwell: è la madre di Gwen e nonna di Marnie, Dylan e Sophie. È spesso in contrasto con sua figlia poiché lei vorrebbe che i suoi nipoti conoscessero il mondo dove vive e che Marnie e Sophie diventassero streghe, ma, anche se sua figlia è contraria a ciò,  in fondo le vuole bene e vuole molto bene anche ai suoi nipoti.
- Kalabar: è il sindaco della città nonché la forza oscura che rovina Halloweentown. è stato ed è ancora invaghito di Gwen e non sopporta il fatto che Gwen abbia scelto di sposare un comune mortale invece che lui.
- Luke: è un giovane ragazzo di Halloweentown (in realtà un elfo) che si comporta da cattivo ragazzo e lavora per la forza oscura ma solo per ottenere in cambio un aspetto più bello ed avere un appuntamento con Marnie.

## Produzione
Inizialmente il ruolo di Aggie Cromwell venne offerto a Doris Roberts, ma dovette rinunciare poiché occupata all'epoca con le riprese di Tutti amano Raymond.

## Seguiti
Halloweentown - Streghe si nasce ha dato poi il via alla saga di questo film che si compone di altri 3 episodi: Halloweentown II - La vendetta di Kalabar, Halloweentown High - Libri e magia e Ritorno ad Halloweentown. Quest'ultimo è stato l'unico episodio della saga in cui Kimberly J. Brown non ha ripreso il suo ruolo di Marnie Piper, poiché in quel periodo era impegnata nelle riprese del suo film Big Bad Wolf. Il ruolo venne così interpretato da Sara Paxton. Nemmeno Emily Roeske prese parte nel film "Ritorno ad Halloweentown", ma il suo personaggio venne citato un paio di volte.